# 涸沼自然公園
涸沼自然公園（ひぬましぜんこうえん）は、茨城郡茨城郡茨城町にある自然公園である。

## 概要
茨城県中部にある涸沼の北側湖畔にあって、園内に6つの異なった広場があるのが特徴で、展望広場からは涸沼を一望できる。毎年、ひぬまあじさいまつりが開催される。

## 設備
- テントキャンプサイト
- 太陽の広場
- せせらぎ広場
- 展望広場
- わいわい広場
- あじさいの谷

## アクセス
- 北関東自動車道水戸南ICから車で約15分
- JR常磐線水戸駅から茨城交通バスで「宮前入口」下車、徒歩3分

## 駐車場
- 400台 無料[2]